# Rudolf Inden
Rudolf „Rudi“ Inden (* 9. August 1897 in Gemünd, Kreis Schleiden; † 2. Juli 1951 in Rosenheim, Oberbayern) war ein deutscher Landschaftsmaler der Düsseldorfer Schule.

## Leben
Inden, Sohn des Industriellen Wilhelm Inden und dessen Ehefrau Gertrud, geborene Wolff, wuchs in Gemünd und Düsseldorf auf. Wie sein älterer Bruder, der spätere Landschaftsmaler Ernst Inden, genoss er eine Jugend in einem kunstsinnigen Elternhaus, zu dessen Freunden der Eifelmaler Fritz von Wille zählte. Seine Eltern ließen ihn bei Wille Privatunterricht nehmen und förderten seine im übrigen autodidaktische Entwicklung zum Landschaftsmaler. Als solcher profilierte er sich besonders als „Eifelmaler“. Am 9. Juni 1926 heiratete er in Den Haag die Niederländerin Maria Klinkenberg. Die Ehe blieb kinderlos. Eine Zäsur bedeutete für die Industriellenfamilie Inden der New Yorker Börsen-Crash 1929 und die folgende Weltwirtschaftskrise, in der sich die finanziellen Verhältnisse der Familie stark verschlechterten. 1939 zog Inden nach Neuss, später in die Künstlerkolonie in Gstadt am Chiemsee, wo er bis zu seinem Tod lebte. Inden verstarb 53-jährig im Krankenhaus von Rosenheim.